# Science and Technology (Aarhus Universitet)
Science and Technology var et  fakultetet under Aarhus Universitet. Fra d. 1/1-2020 blev dette fakultet delt i to:
Faculty of Natural Sciences og Faculty of technical Sciences.

## Historie
Science and Technology udbød 16 bacheloruddannelser, 8 diplomingeniøruddannelser (professionsbachelor) samt 28 kandidatuddannelser, heraf 9 civilingeniøruddannelser. Endelig udbydes et mindre antal efter- og videreuddannelsesforløb.
Undervisningen var organiseret i tre skoler: Aarhus School of Science (ASOS) for de naturvidenskabelige uddannelser, Aarhus University School of Engineering (ASE) for de ingeniørvidenskabelige uddannelser og Aarhus Graduate School of Science and Technology (GSST) for ph.d.-uddannelserne.
Fakultetet bestod af 12 institutter, tre skoler, et stort interdisciplinært center (iNano ), et antal større og mindre centre samt to nationale centre (Nationalt Center for Fødevarer og Jordbrug og DCE Nationalt Center for Miljø og Energi ).
Science and Technology (Naturvidenskab og Teknologi) blev pr. 1. januar 2011 etableret ved sammenlægning af Det Naturvidenskabelige Fakultet, Det Jordbrugsvidenskabelige Fakultet (DJF) og Danmarks Miljøundersøgelser (DMU).
Per 1. januar 2012 fusionerede fakultetet endvidere med Ingeniørhøjskolen i Århus. Ingeniørhøjskolen var etableret som en skole under fakultetet, der varetog undervisning og uddannelse inden for diplomingeniør- og civilingeniørområdet.
Under fakultetet lå også fire af Aarhus Universitets museer. Det årlige besøgstal for disse ligger på omkring 80.000 personer.

## Institutter
| - Institut for Agroøkologi - Institut for Bioscience - Institut for Datalogi - Institut for Fysik og Astronomi - Institut for Fødevarer - Institut for Geoscience | - Institut for Husdyrvidenskab - Institut for Ingeniørvidenskab - Institut for Kemi - Institut for Matematik - Institut for Miljøvidenskab - Institut for Molekylærbiologi og Genetik - Ingeniørhøjskolen Aarhus Universitet |

## Andre afdelinger
| - Afdeling for Arktisk Miljø - Afdeling for Atmosfærisk Miljø - Afdeling for Ferskvandsøkologi - Afdeling for Marin Økologi - Afdeling for Miljøkemi og Mikrobiologi - Afdeling for Systemanalyse - Afdeling for Terrestrisk Økologi - Afdeling for Vildtbiologi og Biodiversitet - AMS 14C Dateringslaboratoriet - Center for Bioinformatik - Center for Carbohydrate Recognition and Signalling - Center for DNA Nanotechnology, CDNA - Center for forskning i tropiske Økosystemer | - Center for Katalyse - Center for Kvantegeometri af Modulirum - Center for Kvantitativ Genetik og Genomstudier - Center for Massive Data Algorithmics - Center for mRNP Biogenese og Metabolisme - Center for Oxygen Microscopy and Imaging - Center for Pervasive Computing - Center for Scienceuddannelse - Center for Scientific Computing i Aarhus - Center for Strukturel Biologi - Center for Tekniske Kandidatuddannelser | - Center for Teoretisk Kemi - Center for Teoretisk Naturvidenskab - Center for Topologien og Kvanticeringen af Modulirum - Center for Uopløselige Proteinstrukturer - Danish AsteroSeismology Centre - Dansk center for molekylær gerontologi - Dansk center for transgene mus - Dansk Kvanteoptik Center - Forskningscenter Flakkebjerg - Forskningscenter Foulum - Forskningscenter Årslev - Grundforskning i kryptografi og datasikkerhed - Instrumentcenter for CERN | - Instrumentcenter for Faststof NMR Spektroskopi - Interdisciplinært Nanoscience Center - Nordisk Laboratorium for Luminescensdatering - PUMPKIN – Membrane pumps in cells and disease - Science and Technology Learning Lab - Teoricenter for for Kvantesystemforskning - T.N. Thiele Centret for Anvendt Matematik i Naturvidenskaberne - Quantum Mechanics for Large Molecular Systems |